# Sprogofficer
En sprogofficer er en reserveofficer, der har et indgående sprog- og kulturkendskab til et eller flere lande, som er eller forventes at blive af dansk, forsvarsmæssig interesse.

## Sprogofficerer i Danmark
Sprogofficersuddannelsen blev oprettet i 1957, dengang med russisk som eneste fag. Det var under den kolde krig nødvendigt, at man i tilfælde af krig kunne forstå russisk, så man bl.a. kunne afhøre eventuelle russiske krigsfanger. Fra 1972 til 1993 uddannede man også sprogofficerer i polsk. I løbet af de senere år er disse sprog gledet delvist ud som følge af de nye opgaver det danske forsvar står over for, hvor konfliktmægling og løsning i især Mellemøsten står øverst på dagsordenen, af hvilken grund arabisk og pashto er kommet til og i en overgang var de eneste sprog, der undervistes i.
Pr. 2012 er russisk blevet genoptaget, da det er praktisk bl.a. i forbindelse med kommunikation med de østeuropæiske NATO-lande, samtidig med dette er pashto udgået og farsi/dari blevet tilføjet.
Sprogofficersuddannelsens nuværende sprog er russisk, arabisk og farsi, med russisk som det nyeste hold.

## Ekstern henvisning
http://www2.forsvaret.dk/uddannelsessite/uddannelser/sprog/Pages/Sprog.aspx Arkiveret 27. november 2013 hos  Wayback Machine